# 美音
美音（日语：／ Mion，2000年2月17日—），日本女演員，愛媛縣松山市出身。身高173cm。興趣是看電影、聽音樂，專長為舞蹈，喜歡吃明太子。

## 人物
本名八百城美音，是在日本也僅有30個左右的稀有姓氏，出生地的愛媛縣中更是只有10個左右。舊藝名柚木美音，或許是為了演出《熟男依舊不結婚》而於2019年8月將藝名改為「美音」。經紀公司AOI CORPORATION是玉木宏也所屬的。
家庭成員有父、母和一個弟弟。10歲左右便開始學舞蹈，會跳JAZZ、JAZZ BELLY、HIP-HOP等。進入演藝圈的契機，來自於兒時媽媽在她上幼稚園時所買的一本兒童看的青少年雜誌，開始對娛樂圈有興趣和想像。國中似乎參加書法社，高中時對未來的夢想是希望成為像北川景子和武井咲那樣模特兒和演員的人。

## 經歷
小學高年級時開始以模特兒的身分出現在日本最大的兒童時裝秀「TOKYO TOP KIDS COLLECTION」中。
2013年9月，國中二年級時參加媽媽在報紙上看到的「2014 ミス ティーン ジャパン (Miss Teen Japan)」選美比賽，順利擊敗4072位參賽者獲得冠軍，這是「日本環球小姐 (ミス・ユニバース)」專為13至17歲少女所舉辦的姊妹版比賽。
2017年1月，參加「第4回日本制服アワード (JAPAN SEIFUKU Award)」比賽，再度擊敗來自日本各地2500多位初高中生獲得亞軍。
2017年8月至2018年3月，參加富士電視台每週日上午10點的假日節目《ワイドナショー (Wide na Show)》演出，這是由東野幸治主持、松本人志擔任解說的資訊節目。2018年3月，在節目中幫琦玉縣的桌球隊改名為「T.T彩たま」。
2017年9月，和經紀公司的前輩玉木宏共同拍攝四國電力公司的廣告。
作為模特兒，她也曾以嘉賓身分出現在「東京女孩展演 (東京ガールズコレクション)」(TGC)的北九州錦標賽和四國錦標賽中。
2019年10月，首次參與電視劇演出《熟男依舊不結婚》中咖啡店員的角色。

## 演出

### 電影
- 2019年：《午夜0時的吻》 飾 同學

### 電視劇
- 2019年：《熟男依舊不結婚》 飾 太田留美

### 電視節目
- 《ワイドナショー (Wide na Show)（日语：ワイドナショー）》(フジテレビ) 飾 背景女高中生

### 電視廣告
- 四国電力（日语：四国電力）CM オール電化「よんでんe組」柚木ファミリーシリーズ (2017年9月)

## 獎項
- 2013年「ミス ティーン ジャパン (Miss Teen Japan)（日语：ミス・ティーン・ジャパン）」冠軍。[3]
- 2017年「第4回日本制服アワード (JAPAN SEIFUKU Award)」亞軍。[4]